# Pensa
Pensa (russisk: Пенза, tr. Penza) er en by i det vestlige Rusland, administrativt center i Pensa oblast 625 km sydøst for Moskva. Byen har 488.299 (2024) indbyggere og er beliggende på 134-280 moh i et bakket landskab ved floden Sura.
Pensa blev grundlagt i 1663.

## Geografi
Pensa ligger centralt i europæisk Rusland på Volgaplateauet, 629 km (ad M5) sydøst for Moskva. Byen ligger på begge sider af floden Sura, og har et areal på 305,1 km².
Den gennemsnitlige højde over havets overflade er 174 m. Det højeste punkt (280 moh.) ligger på bakken Bojevaja gora, der strækker sig fra sydvest til nordøst som en højderyg. Byens laveste punkt er 134 moh.
Pensas længde fra nord til syd er 19 km, fra vest til øst - 25 km.

### Klima
Januar er koldeste måned med –8,7 °C, juli er varmeste måned med +20,4 °C. Nedbøren er 542 mm pr. år.

## Uddannelse og kultur
Pensa er et centrum for uddannelse: Universitet, Pædagogisk Universitet. Landbrugsakademi, Teknisk Akademi, En afdeling af Det russiske Universitet for Teknik og Iværksættere.
I Pensa findes teatre, museer og kunstgallerier samt en koncertsal.

## Erhverv
I Pensa findes tekstilvirksomheder og levnedsmiddelvirksomheder. Nær Pensa har det danske firma Agrofood investeret i et landbrugsprojekt.

## Personer fra Pensa
- Julija Pakhalina, svømmer
- Vsevolod Pudovkin, filminstruktør